# 千鳥橋駅
千鳥橋駅（ちどりばしえき）は、大阪府大阪市此花区四貫島一丁目にある、阪神電気鉄道阪神なんば線の駅。駅番号HS 46。

## 歴史
- 1924年（大正13年）8月1日 - 伝法線 伝法駅 - 当駅間延伸と同時に開業。当初は終着駅だった。
- 1964年（昭和39年）5月20日 - 伝法線が西大阪線に改称。
- 1964年（昭和39年）5月21日 - 当駅から西九条駅まで路線延伸。途中駅となる。
- 2009年（平成21年）3月20日 - 西大阪線が阪神なんば線に改称。
- 2014年（平成26年）4月1日 - 駅番号導入。

### 終着駅時代

1948年、終着駅時代の千鳥橋駅。

頭端式2面2線の構造。北港通に面して駅舎があった。正蓮寺川寄りの線路は片側しかホームがなかった。
現在の高架駅はこの終着駅時代の駅敷地の北側に位置しており、元の駅敷地には千鳥橋阪神ビル等が立地している。

## 駅構造
相対式ホーム2面2線を有する高架駅。分岐器や絶対信号機を持たないため、停留所に分類される。1階に改札口およびコンコース、2階にホームが設けられている。改札口は1か所のみ。トイレは改札内。
建設時は、将来待避線を設けて島式ホーム2面4線とする構想があり、端部へ向けて細くなるホームの形状やホーム上屋のΥ形の断面形状、駅東側（西九条駅寄り）の少し広がった高架橋の形状などに、その名残がある。
ホームの有効長は130mで、19m級の阪神車両6両編成と21m級の近畿日本鉄道車両6両編成に対応している。

### のりば
| 番線 | 路線          | 方向 | 行先                               |
| ---- | ------------- | ---- | ---------------------------------- |
| 1    | ■阪神なんば線 | 上り | 西九条・ドーム前・難波・奈良方面   |
| 2    | ■阪神なんば線 | 下り | 尼崎・神戸（三宮）・明石・姫路方面 |

※実際には構内に上記ののりば番号表記はないが、公式サイトの構内図ならびにスマートフォン向けアプリ「阪神アプリ」の行先表示機能では、上りホームが1番線、下りホームが2番線とされている。

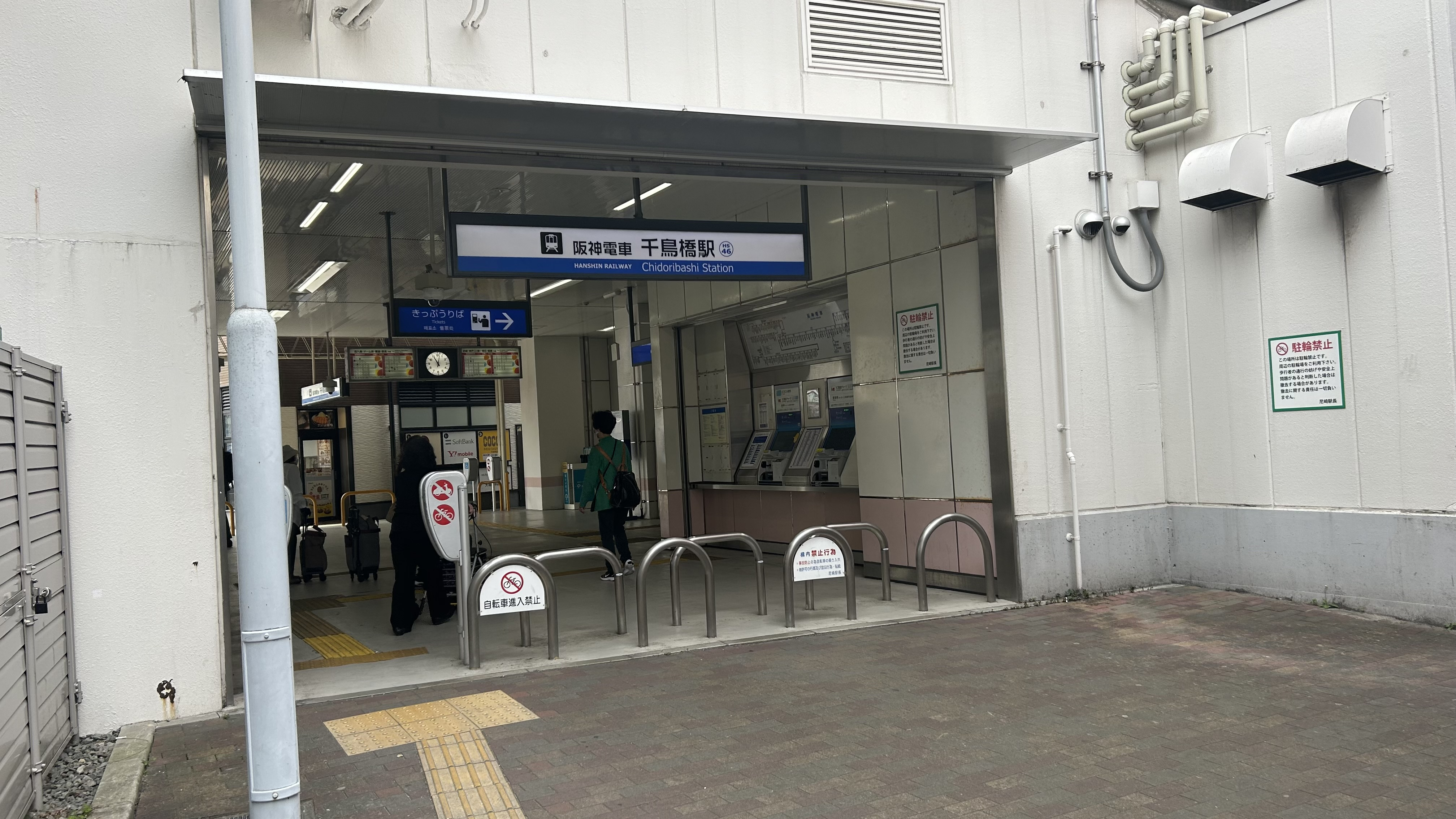
北口
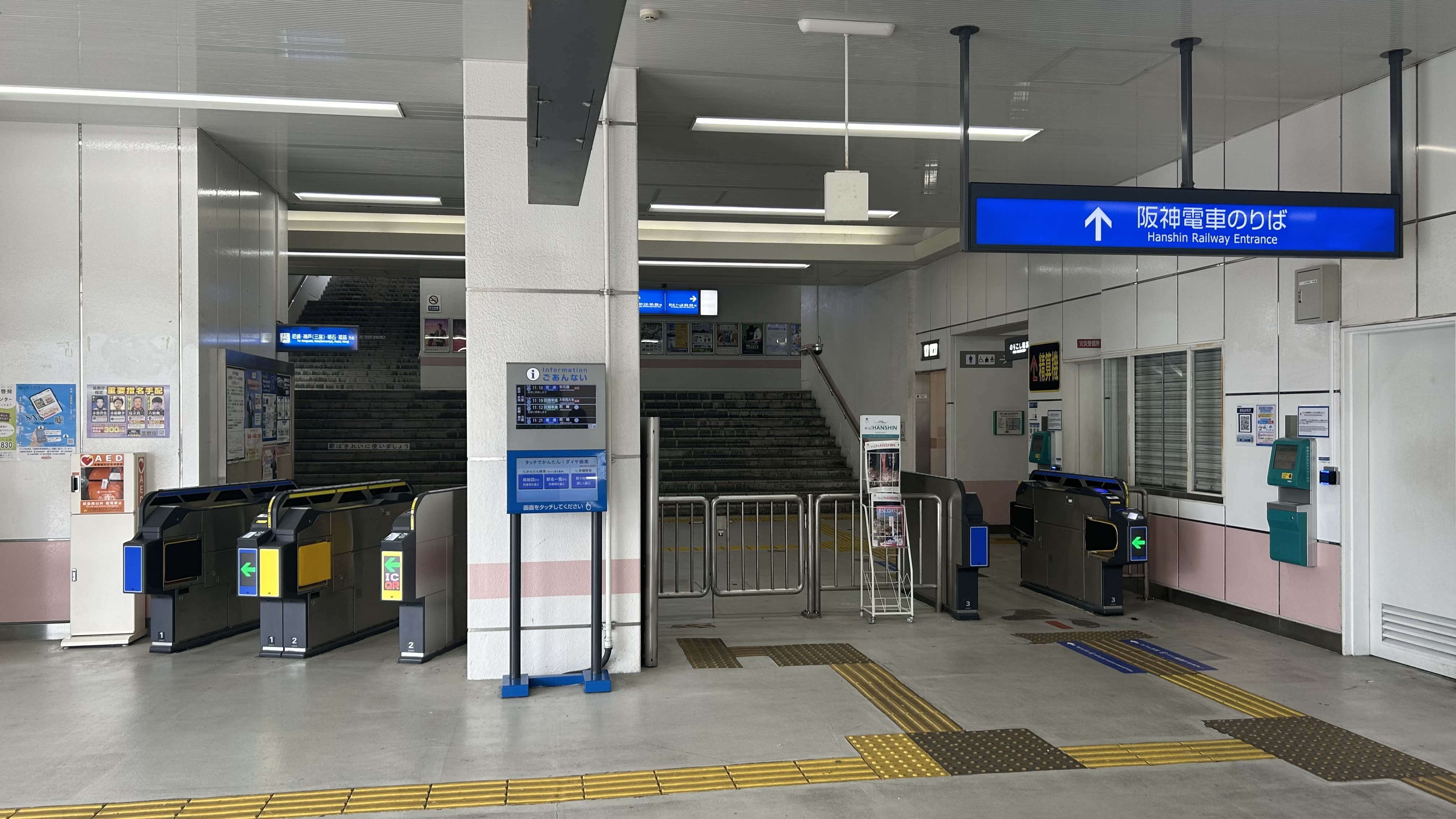
改札口
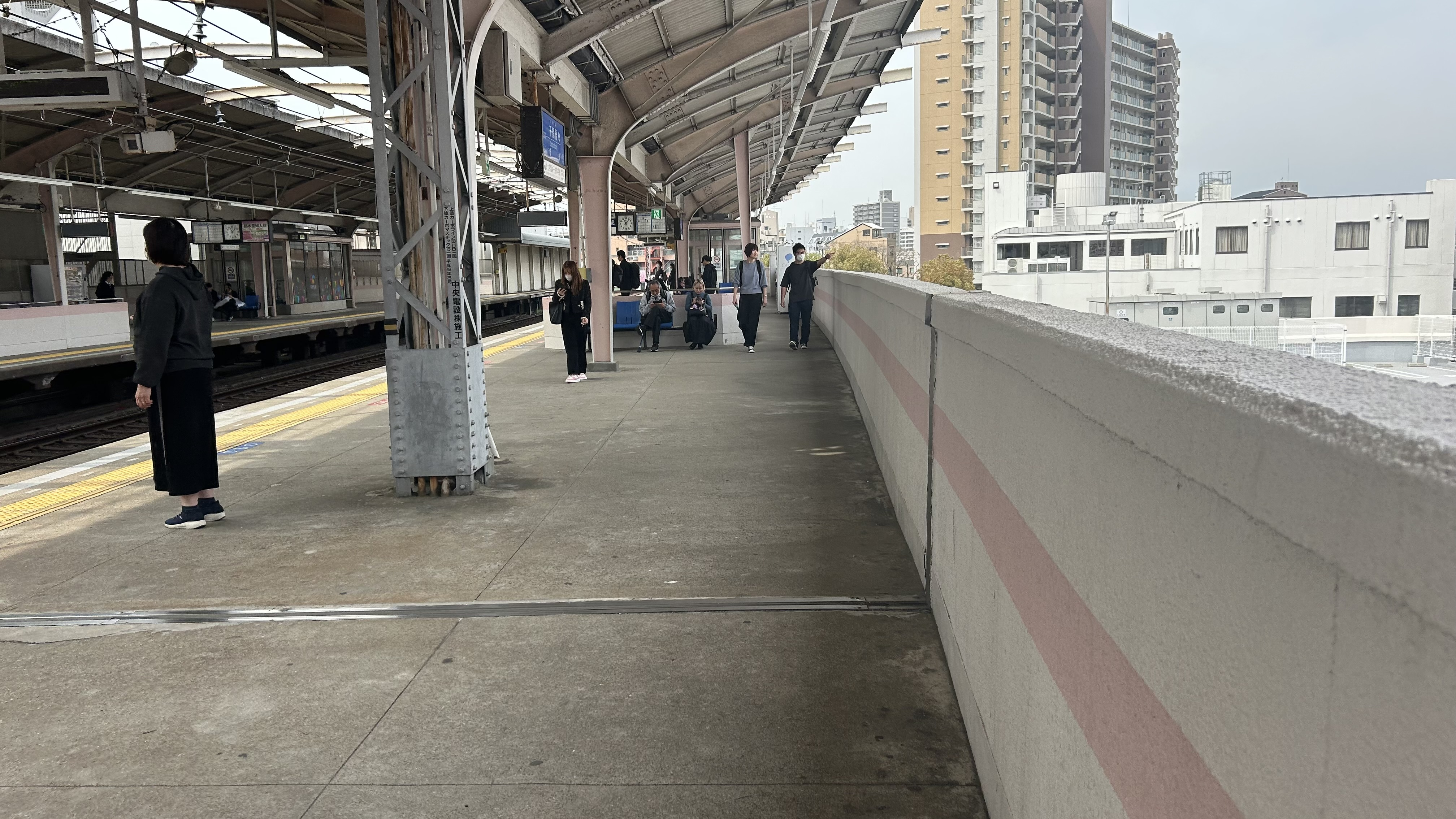
難波方面ホーム
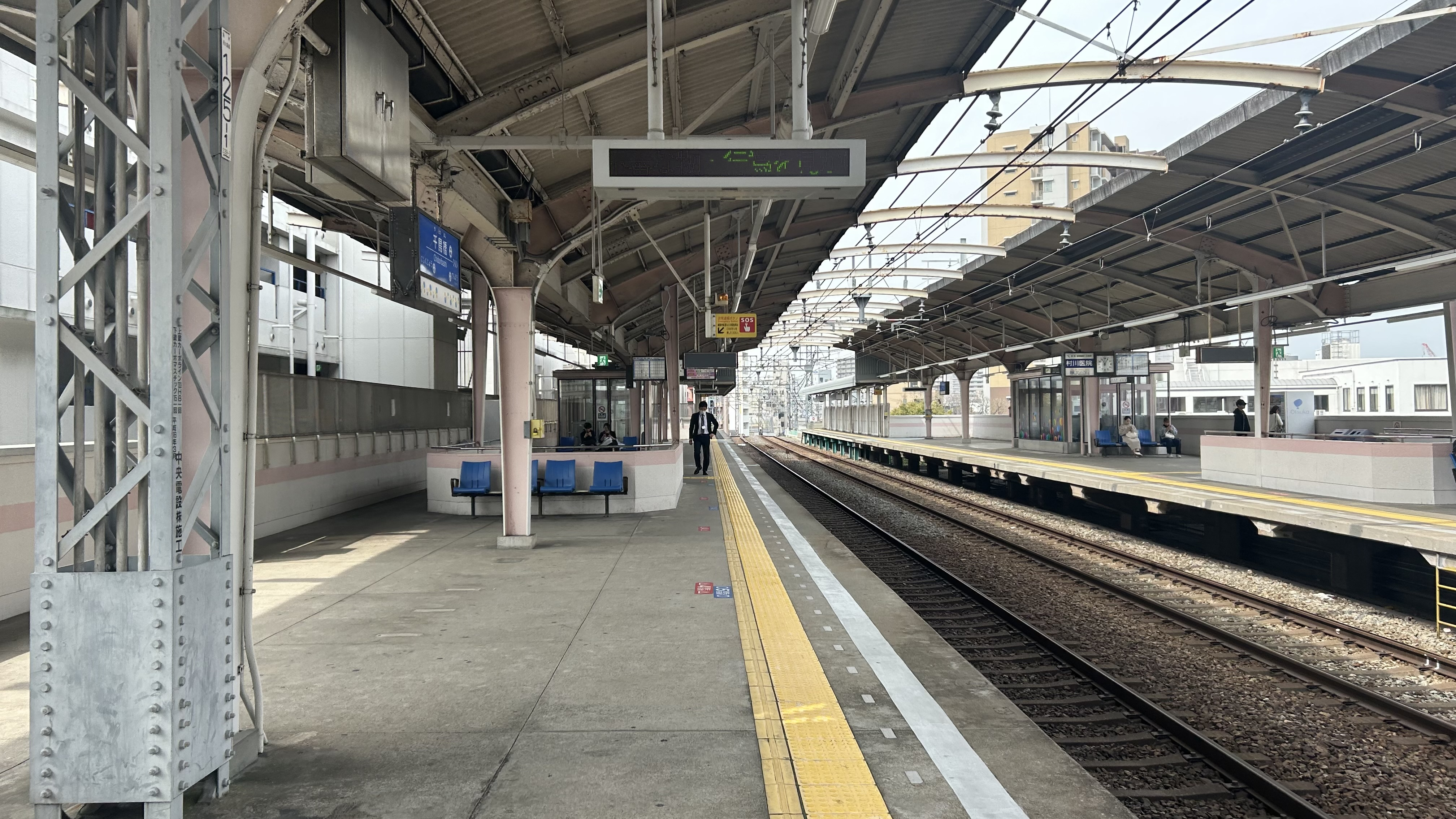
尼崎方面ホーム
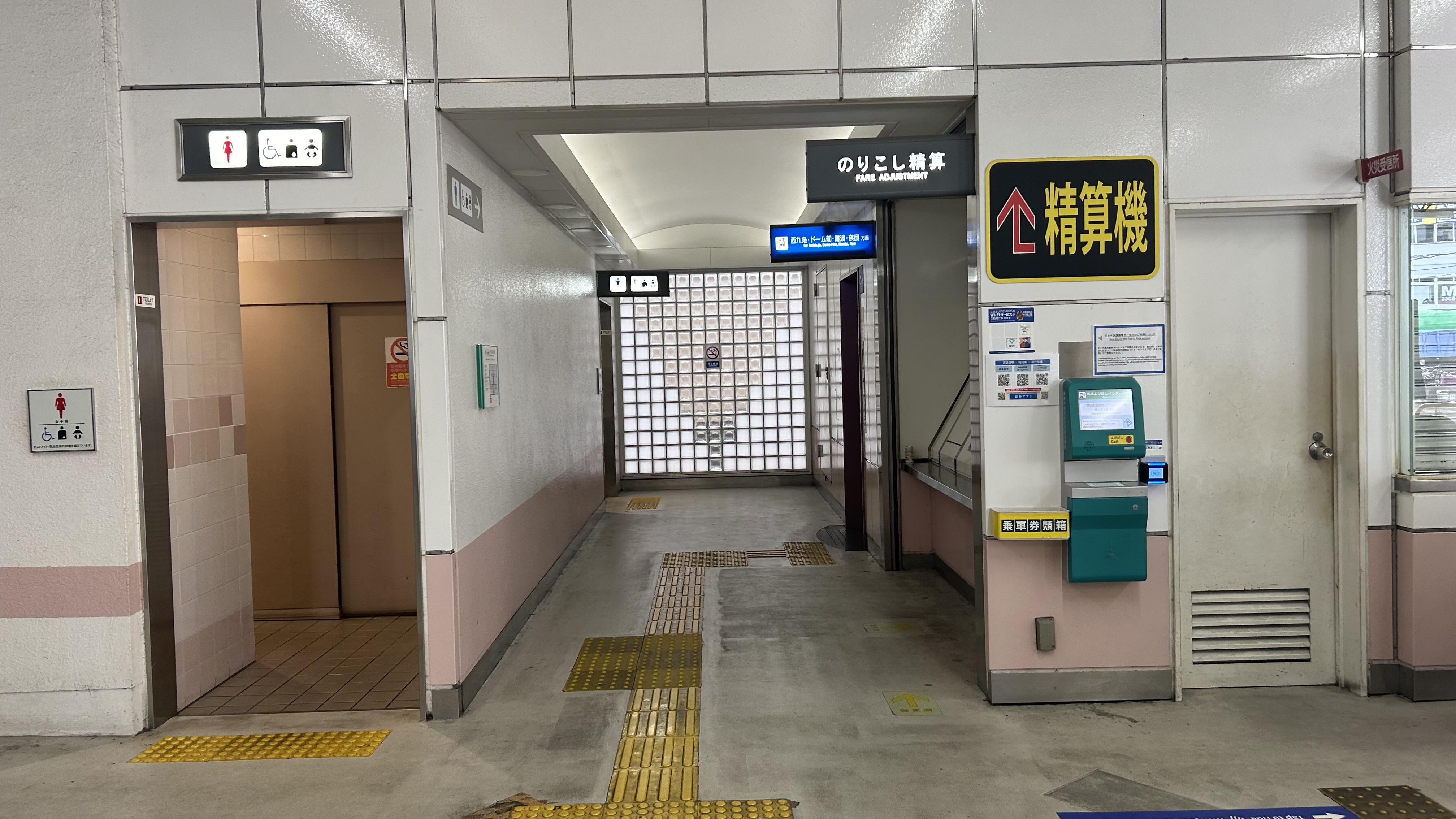
トイレ
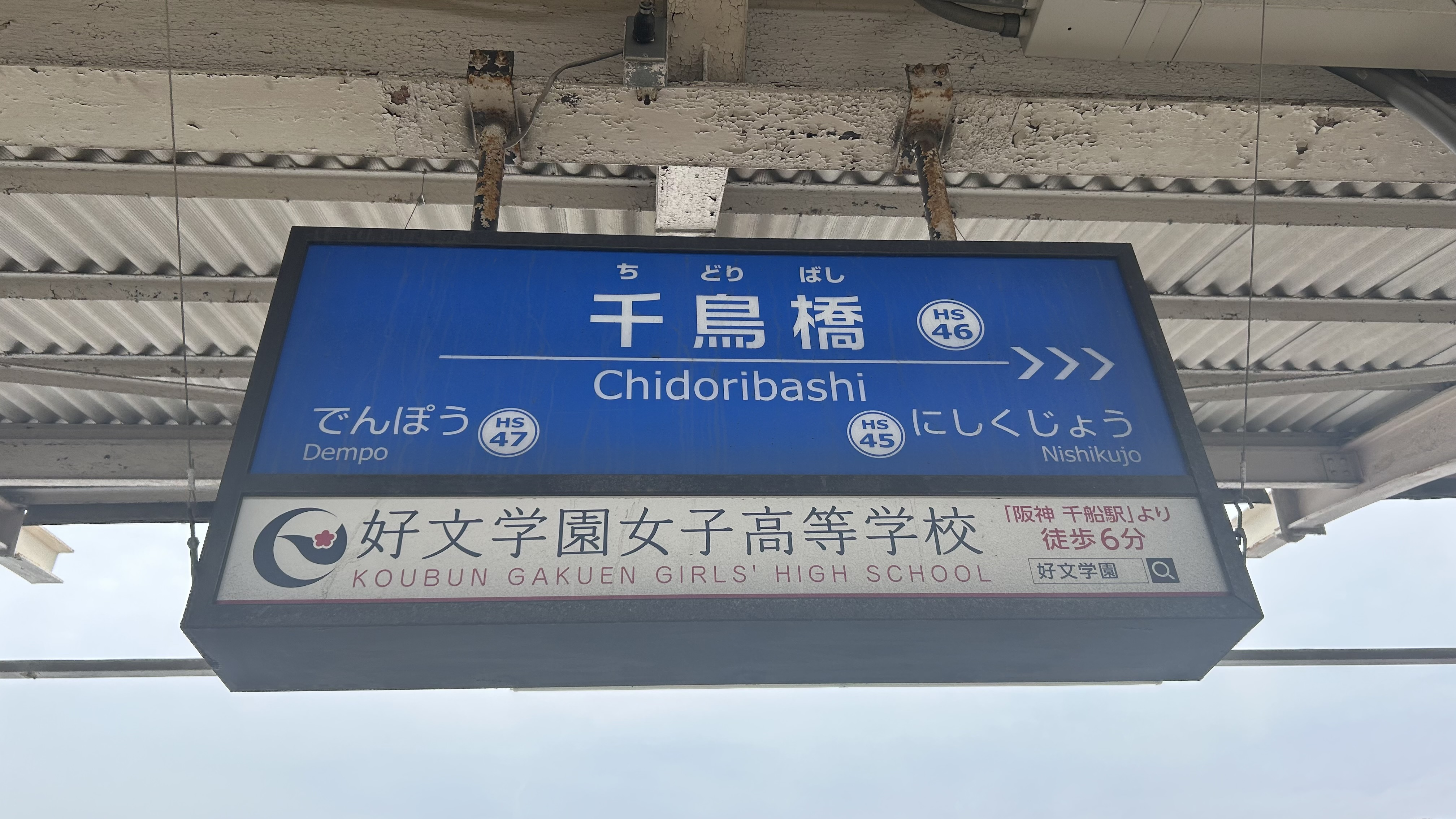
駅名標

## 利用状況
2019年（令和元年）次の1日平均乗降人員は9,515人である。また、2023年（令和5年）11月の1日平均乗降人員は9,207人で、阪神電気鉄道の駅では尼崎センタープール前駅に次いで第32位。
近年の1日平均乗降・乗車人員数は下表の通り。
| 年次   | 1日平均 乗降人員 | 1日平均 乗車人員 | 出典   |
| ------ | ---------------- | ---------------- | ------ |
| 1995年 | 7,738            | 3,776            | [ 3 ]  |
| 1996年 | 6,832            | 3,481            | [ 4 ]  |
| 1997年 | 6,399            | 3,260            | [ 5 ]  |
| 1998年 | 6,222            | 3,170            | [ 6 ]  |
| 1999年 | 5,999            | 3,055            | [ 7 ]  |
| 2000年 | 5,141            | 2,527            | [ 8 ]  |
| 2001年 | 5,281            | 2,614            | [ 9 ]  |
| 2002年 | 4,886            | 2,355            | [ 10 ] |
| 2003年 | 4,654            | 2,307            | [ 11 ] |
| 2004年 | 4,871            | 2,441            | [ 12 ] |
| 2005年 | 4,542            | 2,226            | [ 13 ] |
| 2006年 | 4,408            | 2,162            | [ 14 ] |
| 2007年 | 4,478            | 2,189            | [ 15 ] |
| 2008年 | 4,355            | 2,144            | [ 16 ] |
| 2009年 | 4,331            | 2,134            | [ 17 ] |
| 2010年 | 6,044            | 3,009            | [ 18 ] |
| 2011年 | 6,081            | 3,027            | [ 19 ] |
| 2012年 | 6,501            | 3,276            | [ 20 ] |
| 2013年 | 6,739            | 3,878            | [ 21 ] |
| 2014年 | 7,835            | 3,936            | [ 22 ] |
| 2015年 | 8,029            | 4,013            | [ 23 ] |
| 2016年 | 8,357            | 4,195            | [ 24 ] |
| 2017年 | 9,028            | 4,518            | [ 25 ] |
| 2018年 | 9,206            | 4,656            | [ 26 ] |
| 2019年 | 9,515            | 4,848            | [ 27 ] |
| 2020年 | 7,925            | 3,982            | [ 28 ] |
| 2021年 | 8,561            | 4,328            | [ 29 ] |
| 2022年 | 8,803            | 4,416            | [ 30 ] |
| 2023年 | 9,207            | 4,673            | [ 2 ]  |

## 駅周辺
- 此花区民ホール
  - 大阪市立此花図書館
  - 此花区老人福祉センター
- 千鳥橋公園
- 照流寺
- 浄興寺
- 浄宗寺
- 誓願寺
- 信光寺
- 西法寺
- 伝法コミュニティ広場
- 大阪市此花区役所
  - 此花区保健福祉センター
- 大阪市此花消防署
- 此花梅香郵便局
- 昇陽中学校・高等学校（旧・淀之水高等学校）
- 大阪市立四貫島小学校
- 大阪市立梅香小学校
- マックスバリュエクスプレス千鳥橋店

### バス路線
最寄り停留所は、千鳥橋となる。以下の路線が乗り入れ、大阪シティバスにより運行されている。
- 56号系統：西九条・大阪駅前行 / 酉島車庫前行
- 59号系統：西九条・野田阪神前・大阪駅前行 / 酉島車庫前・北港ヨットハーバー行
- 79号系統：桜島三丁目行 / 西九条行
- 81号系統：西九条行 / 舞洲スポーツアイランド行
- 82号系統：高見一丁目行 / 西九条行
かつては此花ループ（赤バス）：春日出方面 / 西九条方面も運行していたが2013年3月31日に廃止された。

## 隣の駅
阪神電気鉄道
阪神なんば線
■快速急行
通過
■準急・■区間準急・■普通
西九条駅 (HS 45) - 千鳥橋駅 (HS 46) - 伝法駅 (HS 47)